# Marc Hodler
Marc Hodler, född 26 oktober 1918 i Bern i Schweiz, död 18 oktober 2006 i Bern, var en schweizisk advokat och sportfunktionär. Han var ordförande i världsskidsportförbundet FIS åren 1951-1998 (med svensken Sigge Bergman som generalsekreterare). Han var själv aktiv inom alpin skidsport tills han 1938 tvingades lägga av som aktiv på grund av en olycka. 1939-1941 var han ledare för de schweiziska skidåkarna, och 1940-1951 var han vicepresident i den schweiziska olmpiska kommittén och han var ansvarig för de alpina tävlingarna vid Olympiska vinterspelen 1948 i Sankt Moritz i Schweiz. Han var ledamot i Internationella Olympiska Kommittén från 1963.